# Economia sperimentale
L'economia sperimentale è un'applicazione dei metodi sperimentali per studiare questioni economiche. Gli esperimenti sono utilizzati per testare la validità delle teorie economiche e come banco di prova per nuovi meccanismi di mercato.
Gli esperimenti utilizzano di solito premi in denaro per motivare i soggetti osservati, per simulare gli incentivi nel mondo reale. Questi metodi aiutano a capire meglio il funzionamento dei mercati e degli altri sistemi di scambio. Gli esperimenti possono essere condotti in laboratorio o sul campo.
Nel merito dell'economia sperimentale esiste un portale ad accesso libero noto come EconPort, inizialmente sviluppato dalla University of Arizona e oggi dalla Georgia State University. 

## Metodologia

### Linee guida
Gli economisti sperimentali in genere rispettano i seguenti orientamenti metodologici:
- Incentivano i soggetti con vincite monetarie reali.
- Pubblicano istruzioni pienamente sperimentali.
- Non utilizzano l'inganno.
- Evitano l'introduzione specifica e concreta al contesto.

### Critiche
Le suddette linee guida sono sviluppate in gran parte per affrontare due critiche centrali. In particolare, gli esperimenti economici sono spesso contestati circa la loro "validità interna" e "validità esterna". Per esempio: che essi non sono applicabili a numerosi tipi di modelli di comportamento economico, e perciò gli esperimenti non sono in numero sufficiente a dare delle utili risposte.